# Herenij Etrusk
Kvint Herenij Etrusk Mesij Decij (latinsko Qvintvs Herennivs Etrvscvs Messivs Decivs) je bil rimski cesar, ki je skupaj s svojim očetom Decijem vladal leta 251, * okoli 227, † junij 251,  Bitka pri Abritu.
Njegovega očeta so za cesarja razglasile njegove čete septembra 249, ko se je v Panoniji in Meziji vojskoval proti rimskemu cesarju Filipu Arabcu. Po Filipovem porazu in smrti je Decija za cesarja priznal tudi Rimski senat. Leta 250 je za socesarja imenoval svojega sina Herenija Etruska in ga nato maja 251  povišal v cesarja.  Kasneje ga je povišal v avgusta. 
Ko so Goti pod vodstvom kralja Knive napadli obdonavske province, je bil Herenij Etrusk poslan kot predhodnica v Spodnje Mezijo. Glavnino vojske je vodil Decij. Rimljani so po obleganju Nikopola na Donavi Knivu postavili zasedo in ga pognali v beg, potem pa pri Beroji sami padli v zasedo in morali bežati. Decij in Herenij Etrusk sta padla v bitki z Goti pri Abritu junija 251.  Po smrti obeh cesarjev je preostala rimska vojska za cesarja izvolila Trebonijana Gala, ki je bil pred tem guverner Mezije.

## Življenje

### Zgodnja leta
Rojen je bil okoli leta 227 očetu Deciju, generalu rimske vojske in kasnejšemu rimskemu cesarju, in njegovi ženi Hereniji Etruskili. Decija je za cesarja razglasila njegova vojska  v provincah Panoniji in Meziji kot nasprotnika cesarja Filipa Arabca. Decijeva vojska je septembra 249 pri Veroni porazila Filipa in ga ubila. Po zmagi je Rimski senat Decija uradno priznal za rimskega cesarja in njegovemu dodala ime Trajan kot namig na cesarja Trajana.
Herenij Etrusk je bil leta 250 povišan v cezarja in postal Decijev  uradni naslednik. Maja 251 je bil povišan v konzula in agvusta, s čimer je postal Decijev socesar. Njegov mlajši brat Hostilijan je bil leta 250 povišan v cezarja.

### Invazija Gotov in smrt
Leta 249 so Goti pod vodstvom kralja Knive z ogromno vojsko napadli podonavske province Rimskega cesarstva. Razdeljeni so bili v dve koloni. Prva je napadla Dakijo, druga, sestavljena iz 70.000 mož pod kraljevim poveljstvom, pa Mezijo. Knivova vojska se je še naprej razdelila v dve vojski. Ena je napadal Filipopolis (sedanji Plovdiv, Bolgarija), druga pa Novae. Guverner Mezije in kasnejši cesar Trebonijan Gal je Knivi preprečil obleganje Novae, zato se je njegova vojska odpravila na jug  proti Nikopolu.
Novice o  napadu Gotov so takrat prispele do Rima. Decij in Herenij Etrusk sta se takoj odpravila na vzhod, da bi odbila napad Gotov, Hostilijan pa je ostal v Rimu. Herenij Etrusk je poveljeval rimski predhodnici, kateri je sledila glavnina pod Decijevim poveljstvom. Decij in Herenij sta pri Nikopolu presenetila Gote in jih prepričljivo premagala. Kniva se je umaknil preko Mons Haemus (Stara planina) in se pri Filipopolisu pridružil drugi polovici svoje vojske. Kniva je nato pri Beroji ob vznožju Stare planine iz zasede napadel Rimljane in jih odločilno premagal. Rimska vojska je v neredu pobegnila v Mezijo, kjer sta jo Decij in Herenij Etrusk reorganizirala. Kniva se je vrnil v Filipopolis in ga s pomočjo rimskega guvernerja Trakije Tita Julija Priska osvojil.
Decij in Herenij Etrusk sta spomladi 251 sprožila protinapad in uspešno odrinila Gote, potem pa je Kniva pri Abritu (sedanji Razgrad, Bolgarija)  iz zasede napadel njuno vojsko in jo premagal. Oba cesarja sta v bitki padla. 
Okoliščine Etruskove smrti so nejasne. Avrelij Viktor, glavni vir podatkov o tem dogodku, pravi samo to, da je bil Herenij Etrusk ubit, ker je preveč drzno napadel. Namesto da bi poveljeval vojski iz ozadja, je sam aktivno sodeloval v bitki. Ko je Decij izvedel za sinovo smrt, naj bi rekel, da je smrt enega vojaka v bitki nepomembna in nadaljeval bitko. Podobno nejasna je tudi Decijeva smrt. Ubit je bil med bitko samo ali na umiku. Rezervna vojska Trebonijana Gala ni uspela okrepiti glavnine rimske vojske in rešiti obeh cesarjev, kar nekateri razlagajo kot nezgodo, drugi pa kot izdajo.

### Posledice
Po smrti Decija in Herenija Etruska in z njima večine rimske vojske je preostala vojska za novega cesarja takoj izvolila Trebonijana Gala. Novi cesar je sklenil s Knivo ponižujoč mir in mu dovolil obdržati ujetnike in plen. Da bi Trebonijan Gal pridobil priljubljenost med Rimljani, je Decijeva žena Herenija Etruskila lahko obdržala naslov avguste (cesarice), sin Hostilijan pa je bil povišan v avgusta in Trebonijanovega socesarja. Hostilijan je že konec leta 251 umrl ali zaradi kuge ali pa so ga umorili. Mesto avgusta je zasedel Trebonijanov sin Voluzijan. Ko je Trebonijana Gala leta 253 strmoglavil Emilijan, je Herenija Etruskila odšla v pozabo.

### Primarni viri
- Anonymous v Epitome de Caesaribus. (29.3).
- Aurelius Victor. De Caesaribus (29.5).{
- Jordanes. Getica (18.103).
- Lucius Caecilius Firmianus Lactantius. De Mortibus Persecutorum (4).
- Zonaras. Epitome Historiarum (12.20).

### Sodobni viri
- Adkins, Lesley; Adkins, Roy A. (1998). Handbook to Life in Ancient Rome. New York: Oxford University Press. ISBN 9780195123326.
- Bunson, Matthew (2014). Encyclopedia of the Roman Empire. New York: Facts On File. ISBN 9781438110271.
- Chrystal, Paul (2015). Roman Military Disasters: Dark Days & Lost Legions. Pen and Sword. ISBN 9781473873964.
- Hebblewhite, Mark (2016). The Emperor and the Army in the Later Roman Empire, AD 235–395. Taylor & Francis. ISBN 9781317034308.
- Ivanov, Teofil; Stojanof, Stojan (1985). Abritus, its History and Archaeology. Razgrad, Bulgaria: Cultural and Historical Heritage Directorate. OCLC 15631456.
- Salisbury, F. S.; Mattingly, H. (1924). »The Reign of Trajan Decius«. The Journal of Roman Studies. 14 (1–2): 1–23. doi:10.2307/296323. JSTOR 296323.
- Taylor, Donathan (2016). Roman Empire at War: A Compendium of Roman Battles from 31 B.C. to A.D. 565. Pen and Sword. ISBN 9781473869110.
- Vagi, David L. (2000). Coinage and History of the Roman Empire, C. 82 B.C.--A.D. 480: History. Chicago: Fitzroy Dearborn. ISBN 9781579583163.

| Vladarski nazivi              | Vladarski nazivi                        | Vladarski nazivi                     |
| ----------------------------- | --------------------------------------- | ------------------------------------ |
| Predhodnik: Filip Arabec      | Rimski cesar 251 Služboval ob: Deciju   | Naslednik: Trebonijan Gal Hostilijan |
| Politične funkcije            |                                         |                                      |
| Predhodnik: Decij, Vetij Grat | Konzul Rimskega cesarstva 251 z Decijem | Naslednik: Trebonijan Gal, Voluzijan |